# おとな馴染み
おとな馴染み（おとななじみ）は、プライム・アソシエイツ株式会社が運営する会員制倶楽部である。

## 概要
おとな馴染みは、「大人になってから出逢った大切な人」「まるで幼馴染のような関係」をコンセプトに、プライム・アソシエイツ株式会社創設者である桑原正守がその名前を命名した。

## 主な特徴
〜勉強会〜
会員は月に一度行われる勉強会や懇親会に参加でき、毎回様々なテーマを元に、人生やビジネスに役立つ教養を学ぶ。
〜イベント〜
大人の嗜みを覚えるイベント（ワインの飲み比べ・将棋大会etc）、童心に帰り自然と触れ合う遊びをするイベント（ダーツ大会・ゴルフコンペetc）などで様々な職業の人と交流を深めることができる。
〜動画配信〜
勉強会・イベントの様子は動画として会員限定のオンラインサイトにアップロードされるので、
都合や遠方のため参加できなかった会員も同じ学びを得ることが出来る。

## 歴史
・2016年10月：「おとな馴染みくらぶ」としてスタート
・2017年4月  ：会員300名を超える